# John R. Guthrie

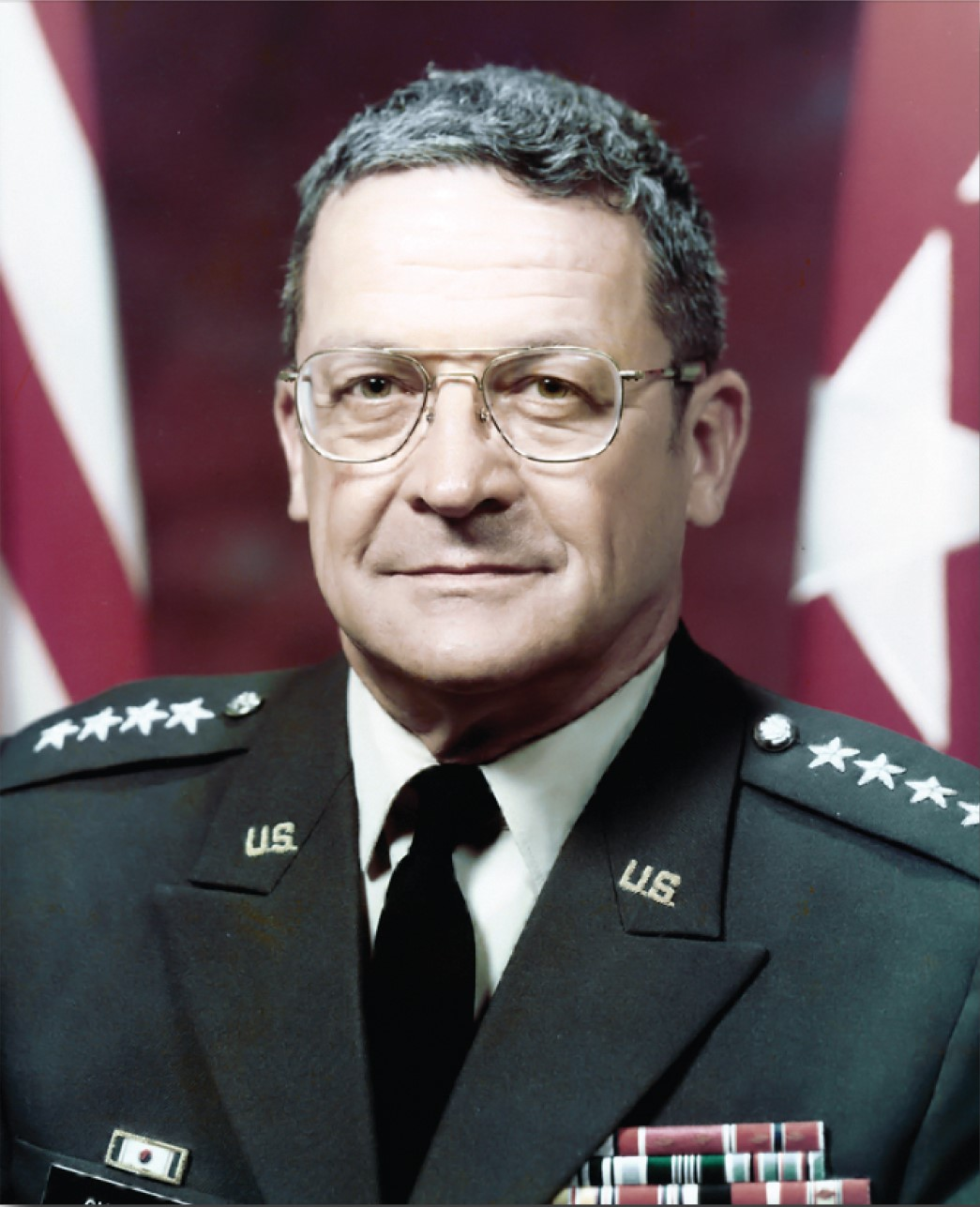
John Reiley Guthrie

John Reiley Guthrie (* 20. Dezember 1921 in Phillipsburg, Warren County, New Jersey; † 25. Mai 2009 in Washington, D.C.) war ein Viersterne-General der United States Army. Zuletzt kommandierte er das United States Army Materiel Command.
John Guthrie war ein Sohn von John Milton Guthrie (1887–1931) und dessen Frau Claire Lovell Reiley (1884–1969). Er besuchte die öffentlichen Schulen seiner Heimat einschließlich der Blair Academy. Von 1938 bis 1942 studierte er an der Princeton University. Über deren ROTC-Programm gelangte er als Leutnant der Feldartillerie in das Offizierskorps des US-Heeres. In der Armee durchlief er anschließend alle Offiziersränge bis zum Viersternegeneral. 
Gleich nach seiner Ernennung zum Leutnant wurde er nach Fort Bragg in North Carolina versetzt. Dort wurde er als nur bedingt einsatzfähig eingestuft. Daher nahm er nicht aktiv am Zweiten Weltkrieg teil. Stattdessen kehrte er nach Princeton zurück, wo er als Dozent im ROTC-Programm tätig wurde. Anschließend fand er als Stabsoffizier im damals noch existierenden Kriegsministerium Verwendung. Von 1946 bis 1949 war er Militärattaché an der amerikanischen Botschaft in London. Danach wurde er zum 39. Feldartillerieregiment, das der 3. Infanterie-Division unterstand, versetzt. Dabei war er bis Juni 1951 in Fort Benning in Georgia stationiert. Dann wurde er nach Korea verlegt. Dort war er Stabsoffizier (S-3) bei der Artillerie der 3. Infanterie-Division. Er nahm dort auch an einigen Gefechten des beginnenden Koreakriegs teil.
Von Februar 1952 bis Mai 1953 war John Guthrie in Fort Sill in Oklahoma Kommandeur des 602. Feldartilleriebataillons. In den folgenden Jahren war er mit verschiedenen Aufgaben als Stabsoffizier betraut. Unter anderem war er Projektoffizier bei der Vorbereitung zum Start der Explorer 1. Im Jahr 1961 absolvierte Guthrie das National War College. Anschließend war er bis 1964 Stabsoffizier beim Oberbefehlshaber für den pazifischen Raum auf Hawaii. Dort übernahm er im Februar 1964 das Kommando über die Artillerie der 25. Infanteriedivision. Ab Juli 1964 bis Juli 1965 war er Stabschef dieser Division.
Nach seiner Rückkehr auf das amerikanische Festland bekleidete Guthrie erneut einige Stellen als Stabsoffizier im Pentagon. Dann wurde er zum Stab der 2. Infanteriedivision versetzt, die damals in Südkorea stationiert war. Deren Aufgabe war es nordkoreanische Übergriffe zu unterbinden. Zwischen 1969 und 1973 war er in verschiedenen Funktionen Stabsoffizier beim AMC. Danach war er von 1973 bis 1975 im Stab des United States Pacific Commands tätig.
Von 1975 bis 1977 kommandierte John Guthrie als Generalleutnant das in Japan stationierte IX. Corps und damit die US-Army Japan. Beide Einheiten waren in jener Zeit verschmolzen. Zwischen Mai 1977 und August 1981 hatte Guthrie, nun als Viersternegeneral, das Kommando über den AMC. Anschließend ging er in den Ruhestand.
Nach seiner Militärzeit war John Guthrie noch in verschiedenen Organisationen tätig. Dazu gehörten unter anderem die Association of the United States Army, die Army and Air Force Mutual Aid Association und die National Contract Management Association. Außerdem war er Kurator der Princeton University. Er war mit Rebecca J. Guthrie (1925–2005) verheiratet, mit der er sechs Kinder hatte. John Guthrie starb am 25. Mai 2009 im damaligen Walter Reed Army Medical Center im District of Columbia (nicht zu verwechseln mit dem heutigen Walter-Reed-Militärkrankenhaus in Bethesa in Maryland). Guthrie fand seine letzte Ruhestätte auf dem Nationalfriedhof Arlington.

## Orden und Auszeichnungen
John Guthrie erhielt im Lauf seiner militärischen Laufbahn unter anderem folgende Auszeichnungen:
- Army Distinguished Service Medal
- Legion of Merit
- Bronze Star Medal
- Air Medal
- Purple Heart
- Army Commendation Medal
- American Campaign Medal
- Asiatic-Pacific Campaign Medal
- World War II Victory Medal
- Army of Occupation Medal
- National Defense Service Medal
- Korean Service Medal
- Armed Forces Expeditionary Medal
- United Nations Service Medal
- Republic of Korea War (Südkorea)
- Republic of Korea(Südkorea)
- Army Staff Identification Badge